# Antoon I Keldermans
Antoon I Keldermans (1440 circa – 1512) è stato un architetto belga.

## Biografia
Antoon I, meglio conosciuto come Anthonis il Vecchio per distinguerlo dal figlio omonimo, collaborò dapprima come architetto col padre Andries I; nel 1476 diventò Architetto di Città a Bergen op Zoom, dove edificò alcuni tra i principali monumenti. Dal 1483 al 1489 operò nella Chiesa di San Sulpizio (deambulatorio) a Diest e nel 1489 succedette al padre come Architetto di Città a Mechelen. Qui diede inizio alla costruzione della torre della Cattedrale, eresse la chiesa di San Giovanni e quella di Nostra Signora oltre il Dijle. Nel 1489 ricevette il titolo di Architetto di Corte di Bruxelles.
Dal 1497 al 1512 fu attivo in Olanda e in Zelanda dove realizzò il coro della Chiesa di San Lorenzo ad Alkmaar; nel 1502-07 edificò la torre sulla crociera della Chiesa di San Bavone a Haarlem; nel 1507-12 disegnò il beffroi e la facciata del Municipio di Middelburg.
Entrambi i figli Antoon II e Rombout II seguirono le orme paterne e dei Keldermans.